# Geschiebelehm
Geschiebelehm, auch als Blocklehm bezeichnet, ist der Teil des Grundmoränenmaterials, der durch oberflächliche Verwitterung aus dem kalkhaltigen Geschiebemergel hervorgegangen ist. Geschiebelehm kann darüber hinaus schon primär durch die Ablagerung von kalkfreiem Moränenmaterial entstehen.
Er besteht überwiegend aus Sand und Schluff. Der Gehalt an Ton unterliegt starken Schwankungen. Das glaziale, meist ungeschichtete Sediment kann mit Gesteinsbruchstücken, Blöcken und anderen Geschiebekomponenten durchsetzt sein.

## Entstehung
Falls das Ausgangsmaterial des Gletschersediments keinen Kalkanteil besaß, entsteht ein kalkfreies Sediment, das aufgrund des fehlenden Kalkgehalts nicht als Mergel bezeichnet werden kann, ansonsten jedoch alle Eigenschaften des Geschiebemergels besitzt.
Im Falle des Geschiebemergels wird der ursprünglich vorhandene Kalkanteil durch Verwitterung (vor allem Lösung) allmählich reduziert, in vielen Fällen bis zur völligen Entkalkung. Der Grad der Entkalkung nimmt dabei von oben nach unten ab, es kann in tieferen Bereichen sogar zur Wiederausscheidung von Kalk mit Konkretionsbildung kommen. Aufgrund der nach der Eiszeit einsetzenden Bodenbildung und Durchwurzelung mit einhergehender guter Entwässerung ist der obere Bodenbereich jedoch meist völlig kalkfrei. Die Farbe des Geschiebemergels wechselt mit der Umwandlung in Geschiebelehm von dem vorhergehenden Grau bis Blau zu Ockergelb bis Braun (Verbraunung).